# Aino Kallas
Aino Julia Maria Krohn-Kallas (Vyborg, 1878 – Helsinki, 1956) è stata una scrittrice finlandese.
Figlia di Julius Krohn e sorella di Kaarle Krohn, è stata naturalizzata estone. Fu autrice di racconti come Il pastore di Reigi (1926) e La sposa del lupo (1928).
La Suden morsian (La sposa del lupo), opera del 1928, è un breve racconto in cui viene trattata la licantropia, tema molto popolare in Estonia. La lingua usata nel testo originale è particolarmente complessa con uno stile narrativo arcaico, tipico delle cronache e delle leggende.